# Belphegor

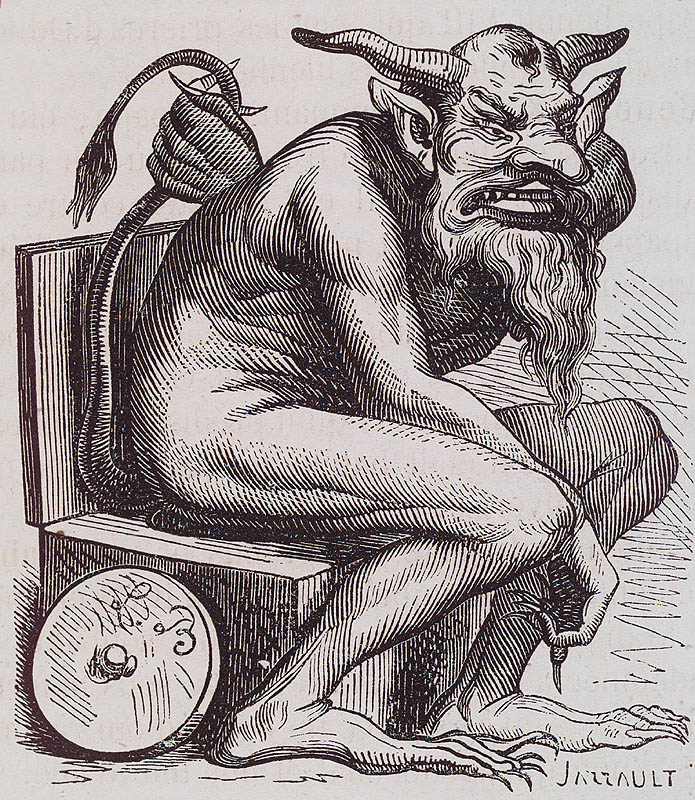
Ilustrație a lui Belfegor din Dictionnaire Infernal

În demonologie, Belfegor (sau Beelfegor, ebraică בַּעַל-פְּעוֹר baʿal-pəʿōr) este un demon și unul dintre cei șapte prinți ai Iadului, care îi ajută pe oameni să facă descoperiri.

### În cultura populară
- PZL M-15 Belphegor, un avion utilitar polonez din anii 1970, a fost numit după demon, datorită aspectului său ciudat, a zgomotului motorului său cu reacție și a nepotrivirii cu activitatea de curățarea de praf pentru care a fost proiectat special.[1]
- Belphegor apare ca un tânăr uman în primul episod al ultimului sezon al emisiunii TV Supernatural interpretat de Alexander Calvert.
- Belphegor este o trupă blackened death metal.

### În cultura română
Eseistul Radu Cosașu a publicat de-a lungul vieții în ziarele precum Sportul Popular sau Sportul (apoi, Gazeta sporturilor) folosind uneori pseudonimul Belfegor.